# Большие Лызки
Большие Лызки — деревня в Хиславичском районе Смоленской области России. Входит в состав Корзовского сельского поселения.

## География
Расположена в юго-западной части области в 5 км к северо-западу от Хиславичей, на берегу озера Лызка, образованного запрудой на реке Лызка. Фактически слилась с деревней Красный Посёлок

## История
В годы Великой Отечественной войны деревня была оккупирована гитлеровскими войсками в июле 1941 года, освобождена в сентябре 1943 года.
По данным справочников 1981, 1993 годов деревня Корзовского сельсовета Хиславичского района.

## Население
| 2007 |
| ---- |
| 136  |

## Инфраструктура
В деревне находится туристическая агроусадьба «Екатеринки», на территории которой располагается закрытая территория с частным озером, вейк-парком и фермерским хозяйством.

## Транспорт
Проселочные дороги. Дорога третьего класса Хиславичи — Лобановка — Осиновка 66Н-2209. Выезд на автодорогу А141 Орёл — Витебск, в 37 км восточнее деревни расположена железнодорожная станция Стодолище на линии Смоленск — Рославль.